# Ostatnie polowanie (film 1956)
Ostatnie polowanie (The Last Hunt) – amerykański film z Dzikiego Zachodu na podstawie powieści Miltona Lotta.  Historia hodowcy bydła, któremu stado bizonów stratowało jego stado bydła. W odwecie organizuje brutalne polowanie na bizony.